# Masaya Nozaki
Masaya Nozaki (japanisch 野崎 雅也 Nozaki Masaya; * 3. August 1993 in Tokorozawa) ist ein japanischer Fußballspieler.

## Karriere
Nozaki erlernte das Fußballspielen in der Jugendmannschaft von Urawa Reds. Seinen ersten Vertrag unterschrieb er 2011 bei Urawa Reds. Der Verein spielte in der höchsten Liga des Landes, der J1 League. 2014 wurde er an den Zweitligisten Avispa Fukuoka ausgeliehen. 2015 wechselte er zum Drittligisten Gainare Tottori. Für den Verein absolvierte er acht Ligaspiele. 2016 wechselte er zum Ligakonkurrenten YSCC Yokohama. Für den Verein absolvierte er 28 Ligaspiele. 2017 wechselte er zum Ligakonkurrenten AC Nagano Parceiro. 2018 wechselte er zu ReinMeer Aomori FC.